# Kleopatra (córka Boreasza)
Kleopatra (gr. Κλεοπάτρα Kleopátra, łac. Cleopatra) – w mitologii greckiej heroina, królowa Tracji.
Uchodziła za córkę boga Boreasza i królewny Orejtyi oraz za siostrę Kalaisa, Zetesa i Chione. Z królem Fineusem (była jego pierwszą żoną) spłodziła synów Pandiona i Pleksipposa. Została przez męża wtrącona do więzienia.